# (1803) Zwicky
(1803) Zwicky – planetoida z grupy pasa głównego planetoid okrążająca Słońce w ciągu 3 lat i 219 dni w średniej odległości 2,35 au Została odkryta 6 lutego 1967 roku w Observatorium Zimmerwald w Szwajcarii przez Paula Wilda. Nazwa planetoidy pochodzi od Fritza Zwicky'ego (1898-1974), szwajcarskiego astronoma, pracującego w USA. Przed nadaniem nazwy planetoida nosiła oznaczenie tymczasowe (1803) 1967 CA.